# دفتر خاطرات روزانه

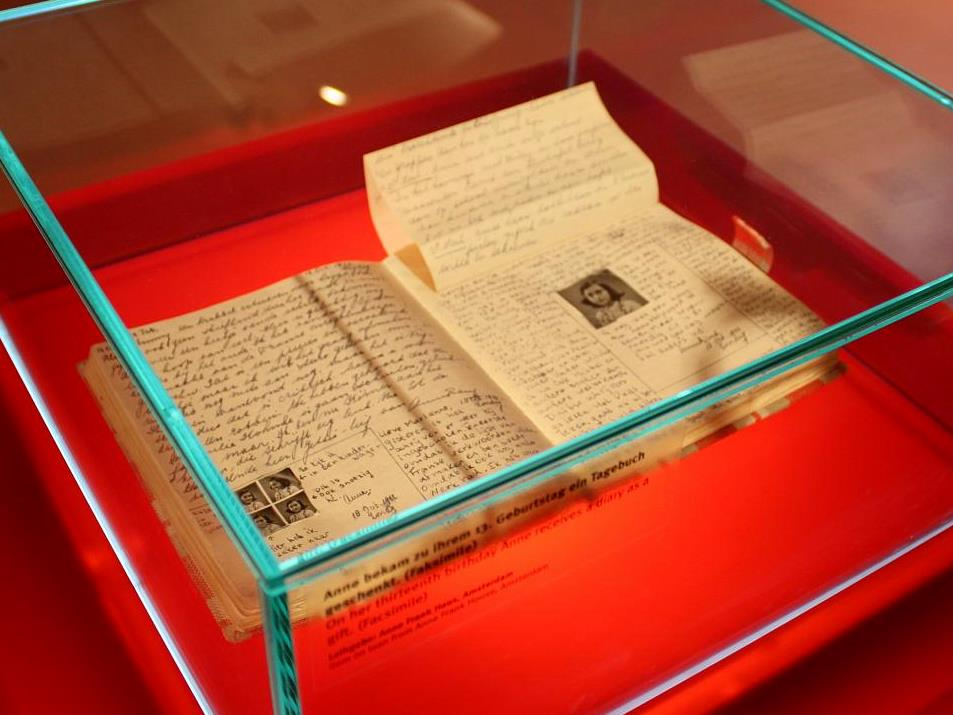
دفتر خاطرات روزانهٔ واقعی از آنه فرانک که در برلین به نمایش گذاشته‌شده‌است.

یک دفتر خاطرات روزانه یا ژورنال ثبتی‌است (اصالتاً در قالب دست‌نویس) با مدخل‌هایی مجزا و مرتب شده به تاریخ که اتفاقات در طول یک روز را گزارش می‌دهد. یک دفتر خاطرات روزانه ممکن است شامل تجربیات شخصی یا افکار و احساسات و توضیحی در رابطه با اینکه چه وقایعی خارج از تجربهٔ مستقیم نویسنده در حال رخ‌دادن است باشد.